# 中央区 (福岡市)
中央区（ちゅうおうく）は、福岡市を構成する7つの行政区の一つ。福岡市役所所在地。

## 概要
博多区とともに福岡市の中心部にあたる区であり、九州地方最大の繁華街である天神を擁する。他にも大濠公園、福岡城址跡（舞鶴公園）、福岡ドーム、若者の街大名、長浜ラーメンの名称の由来である長浜などが位置している。天神には福岡市役所が所在し、また1981年に博多区に移転するまで福岡県庁も位置していた。2010年から2015年までの間の人口増加率8.0%は福岡市で1位である（2015年国勢調査）。郵便番号は全域で810から始まる。
人口密度は首都圏および京阪神を除くすべての市区町村の中で最も高く、10,000人台を超えている。

## 地理
福岡市の市域全体で見ると中央部よりやや東側に寄っているが、福岡市民の感覚では「中央部」と見なされており、また実際に福岡市の中心地としての機能を果たしている。東側で博多区、南側で南区、西側で早良区、南西側で城南区に接する。
区の北東部は九州最大の繁華街である天神をはじめ、大名・今泉・長浜・薬院なども含め福岡市の中心市街地として発展している。区の中北部は初代福岡藩主黒田長政の命によって築城された福岡城跡地が赤坂・大手門・荒戸・黒門・大濠などに隣接し緑地・公園として整備されている。大濠公園内には福岡市美術館が位置している。北端部一帯は埋立地が中心で、北西部の地行浜という埋立地はシーサイドももちの一部であり福岡ドームを中心とする新しい市街地となっている。また、中部・南部一帯は住宅地となっている。
かつては福岡県庁舎があったが博多区東公園に移転した。旧県庁跡はアクロス福岡および天神中央公園になっている。

### 区内の地名一覧
- 天神1 - 5丁目
- 西中洲
- 春吉1 - 3丁目
- 渡辺通1 - 5丁目
- 清川1 - 3丁目
- 高砂1・2丁目
- 白金1・2丁目
- 大宮1・2丁目
- 平尾1 - 5丁目
- 那の川
- 平和3・5丁目 - 1982年に南区から編入。平和1・2・4丁目は引き続き南区に属する。
- 平丘町
- 山荘通3丁目
- 今泉1・2丁目
- 薬院1 - 4丁目
- 警固1 - 3丁目
- 桜坂1 - 3丁目
- 薬院伊福町
- 古小烏町
- 御所ヶ谷
- 浄水通
- 平尾浄水町
- 谷1・2丁目
- 輝国1・2丁目
- 小笹1 - 5丁目 - 1丁目は1982年に南区から、2・3丁目は同年に旧西区から編入。
- 笹丘1 - 3丁目 - 1982年に旧西区から編入。
- 梅光園1 - 3丁目
- 梅光園団地
- 南公園
- 大名1・2丁目
- 赤坂1 - 3丁目
- 城内
- 六本松
- 草香江1・2丁目
- 大濠公園
- 大濠1・2丁目
- 鳥飼1 - 3丁目 - 鳥飼4 - 7丁目は城南区に属する。
- 今川1・2丁目
- 黒門
- 西公園
- 荒戸1 - 3丁目
- 唐人町1 - 3丁目
- 地行1 - 4丁目
- 地行浜1・2丁目
- 福浜1・2丁目
- 伊崎
- 那の津1 - 5丁目
- 長浜1 - 3丁目
- 舞鶴1 - 3丁目
- 大手門1 - 3丁目
- 港1 - 3丁目
- 荒津1・2丁目

## 歴史
- 1972年4月1日 - 福岡市が政令指定都市となると同時に区制施行。
- 1982年5月10日 - 旧西区の西区・早良区・城南区への分割に伴い、旧西区より小笹2・3丁目および笹丘の全域を編入。同時に南区より小笹1丁目、平和3・5丁目を編入[1]。

## 人口の変遷
- 1975年 - 126,360
- 1980年 - 123,614
- 1985年 - 140,707
- 1990年 - 140,291
- 1995年 - 139,596
- 2000年 - 151,602
- 2005年 - 167,100
- 2010年 - 178,429
- 2015年 - 192,688
- 2020年 - 205,501

## マスメディア
- 新聞
  - 西日本新聞社
    - 西日本新聞
    - 西日本スポーツ

  - 読売新聞西部本社
  - 毎日新聞西部本社福岡本部
  - 産経新聞西部本部
  - スポーツ報知西部本社
  - 九州スポーツ（東京スポーツ新聞社西部支社）
  - スポーツニッポン新聞社西部総局
- 放送
  - NHK福岡放送局
  - 九州朝日放送 (KBC)
  - 福岡放送 (FBS)
  - エフエム福岡 (FM FUKUOKA)
  - ラブエフエム国際放送 (LOVE FM)
  - コミュニティメディアパートナーズ福岡
- 通信社
  - 共同通信社福岡支社
  - 時事通信社福岡支社

## 地域

### 教育

#### 大学・短期大学
- 九州大学法科大学院（旧六本松地区 伊都キャンパスへの移転に伴い、2009年9月29日に閉校。2017年9月六本松421の一テナントとして箱崎より移転）
- 久留米大学 福岡・天神サテライト（※キャンパスは久留米市）
- 西日本短期大学

#### 公立高等学校
- 福岡県立福岡中央高等学校

#### 私立高等学校・中学校・小学校
- 福岡大学附属大濠高等学校・中学校
- 上智福岡中学校・高等学校
- 筑紫女学園高等学校・中学校
- 福岡雙葉高等学校・中学校・小学校
- 福岡大学附属若葉高等学校
- クラーク記念国際高等学校福岡キャンパス
- N高等学校福岡キャンパス

#### 公立中学校
- 福岡市立警固中学校
- 福岡市立舞鶴中学校
- 福岡市立当仁中学校
- 福岡市立平尾中学校
- 福岡市立友泉中学校

#### 公立小学校
- 福岡市立南当仁小学校
- 福岡市立福浜小学校
- 福岡市立舞鶴小学校
- 福岡市立赤坂小学校
- 福岡市立警固小学校
- 福岡市立草ヶ江小学校
- 福岡市立笹丘小学校
- 福岡市立小笹小学校
- 福岡市立春吉小学校
- 福岡市立平尾小学校
- 福岡市立当仁小学校
- 福岡市立高宮小学校

#### 国立小中学校
- 福岡教育大学附属福岡中学校・福岡教育大学附属福岡小学校

#### 特別支援学校
- 福岡市立福岡中央特別支援学校

### 主要病院
- 国立病院機構九州医療センター
- 国家公務員共済組合連合会浜の町病院
- 福岡県済生会福岡総合病院
- 福岡結核予防センター

### 警察
- 中央警察署
  - 天神警部交番
  - 舞鶴交番
  - 春吉交番
  - 清川交番
  - 警固交番
  - 薬院交番
  - 荒戸交番
  - 地行交番
  - 六本松交番
  - 小笹交番
- 博多臨港警察署（港湾地区を管轄）
- 福岡県警察学校

### 消防
- 中央消防署
  - 平尾出張所
  - 笹丘出張所

2018年4月1日に中央消防署本署が平尾から那の津に移転。平尾の旧本署には平尾出張所が置かれ、また大名出張所と荒戸出張所が廃止された。

### 郵便局
- 集配局：福岡中央郵便局
- 無集配局：25局
- ゆうちょ銀行・出張所（いわゆる店舗外ATM）：16か所

### 図書館
- 市民センター中央図書館

## 中央区に本社を置く主要企業
マスメディアは除く
- 岩田屋
- 応研
- 大賀薬局
- 大隈カバン店
- 落合天弘堂
- ガンバリオン
- キューサイ
- 九州通信ネットワーク
- 九州電力
- 九電工
- クレ・コーポレーション
- コーセーアールイー
- コマップ
- システムソフト
- 新栄住宅
- しんわ
- 総合メディカル
- ソニーセミコンダクタ九州
- ソロンコーポレーション
- 武田メガネ
- 力の源ホールディングス
- 天神愛眼
- 東福製粉
- トヨタカローラ福岡
- 鳥飼ハウジング
- 西日本鉄道
- 西鉄不動産
- 西鉄建設
- 西日本プラント工業
- ニューマセ
- 博多大丸
- ピエトロ
- ファミリー
- 福岡銀行 (FFG)
  - FFG証券
- 福岡造船
- 福岡ソフトバンクホークス（福岡ソフトバンクホークスマーケティング）
- 福岡中央銀行
- 福岡トヨタ自動車
- 福住
- フタタ
- 三井松島産業
- 山下医科器械
- やまは食品
- レベルファイブ
- 福岡市農業協同組合

## 交通

### 航路
- 天神中央公園（福博であい橋）
水上バス「福博みなとであい船」発着（2011年3月27日〜、詳細は那珂川 #水上バスを参照）

### 鉄道
- 西日本鉄道
  - 天神大牟田線
    - 西鉄福岡（天神）駅 - 薬院駅 - 西鉄平尾駅
- 福岡市交通局
  - 空港線
    - 唐人町駅 - 大濠公園駅 - 赤坂駅 - 天神駅

  - 七隈線
    - 六本松駅 - 桜坂駅 - 薬院大通駅 - 薬院駅 - 渡辺通駅 - 天神南駅

国鉄時代には筑肥線が区内を通過しており、筑前高宮駅・小笹駅の2駅があったが、筑肥線の地下鉄空港線直通開始に伴い廃止となり、それ以降国鉄線・JR線は区内に存在しない。これは日本全国の「中央区」で唯一である。

### バス
- 西日本鉄道（西鉄バス）
  - 西鉄天神高速バスターミナル
- 昭和自動車 - 2006年に大規模な路線縮小を実施し、現在は都市間バスの「からつ号」「いまり号」「いと・しま号」のみとなっている。

### 道路

#### 有料道路
- 福岡高速環状線：天神北出入口 -（荒津大橋）- 西公園出入口

#### 一般国道
- 国道202号（国体道路）

#### 主要県道
- 福岡県道31号福岡筑紫野線（大正通り、高宮通り、通称「5号線」）

#### 一般県道
- 福岡県道602号後野福岡線（渡辺通り、日赤通り）
- 福岡県道557号東油山唐人町線
- 福岡県道555号桧原比恵線

#### その他の道路
- 明治通り（市道千代今宿線）
- 昭和通り（市道博多姪浜線）
- 大正通り（市道長浜博多駅1・2号線・福岡県道31号福岡筑紫野線）
- 城南線（市道博多駅草ヶ江線・市道大濠東油山線・県道東油山唐人線・市道堅粕西新2号線）
- 住吉通り（市道博多駅前線・市道博多駅草ヶ江線・福岡県道553号東光寺竹下春吉線）
- 那の津通り（福岡県道602号後野福岡線・市道千鳥橋唐人町線）

## 観光スポット
- 大濠公園
- 西公園
- 舞鶴公園
- 福岡城址
- 平和台陸上競技場

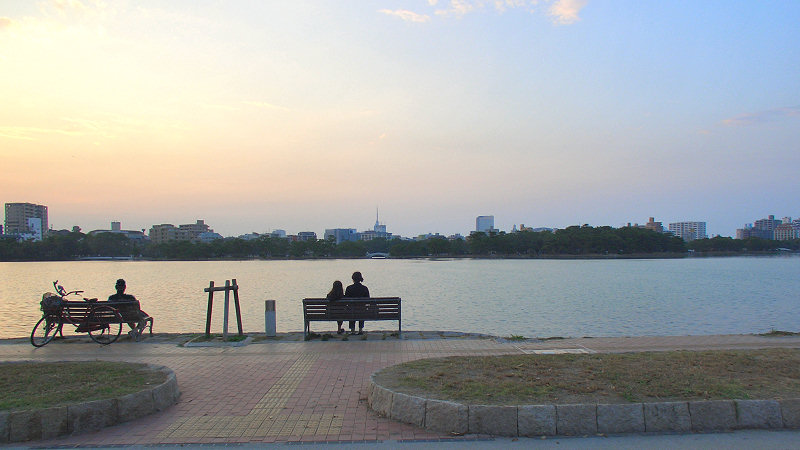
大濠公園

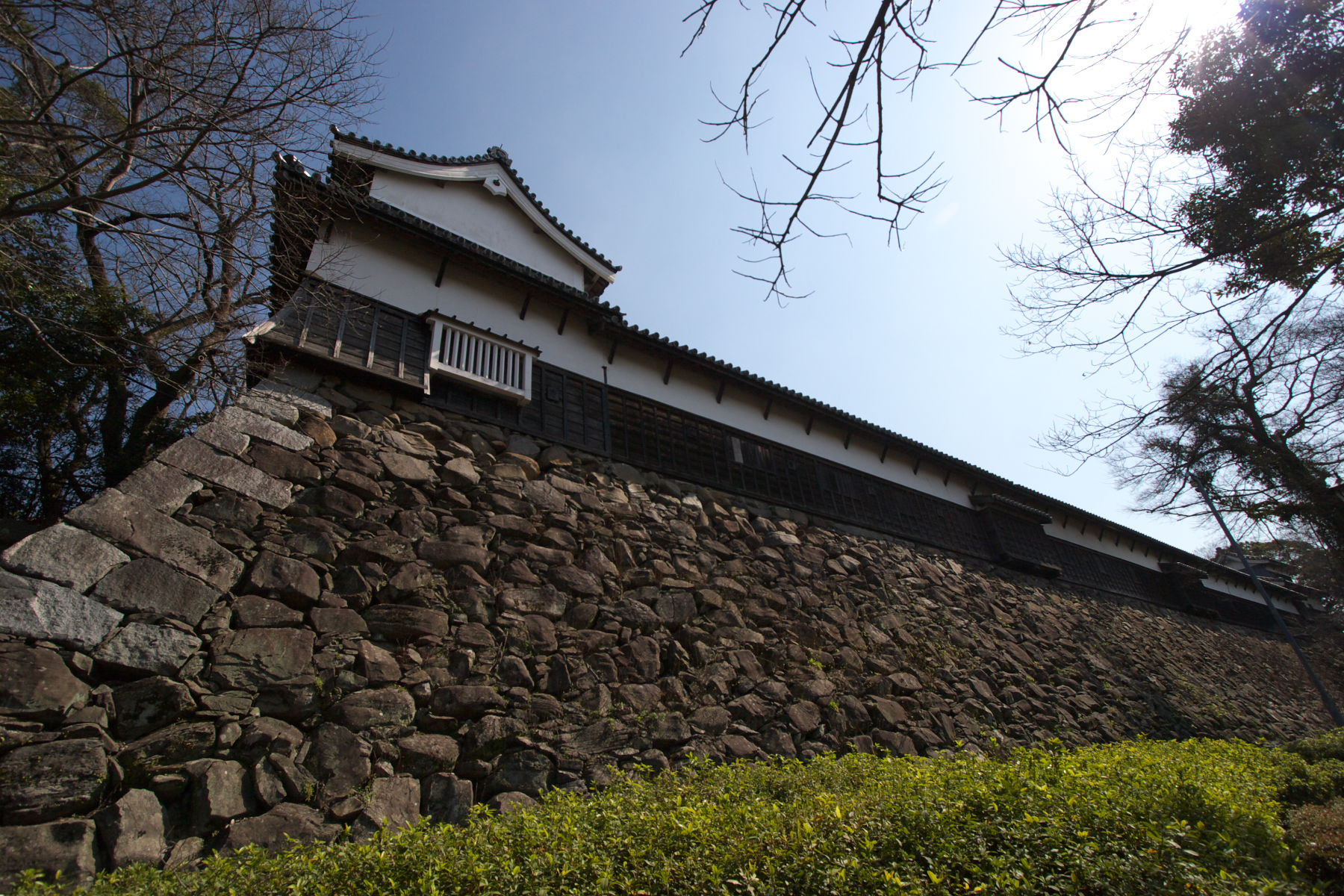
福岡城

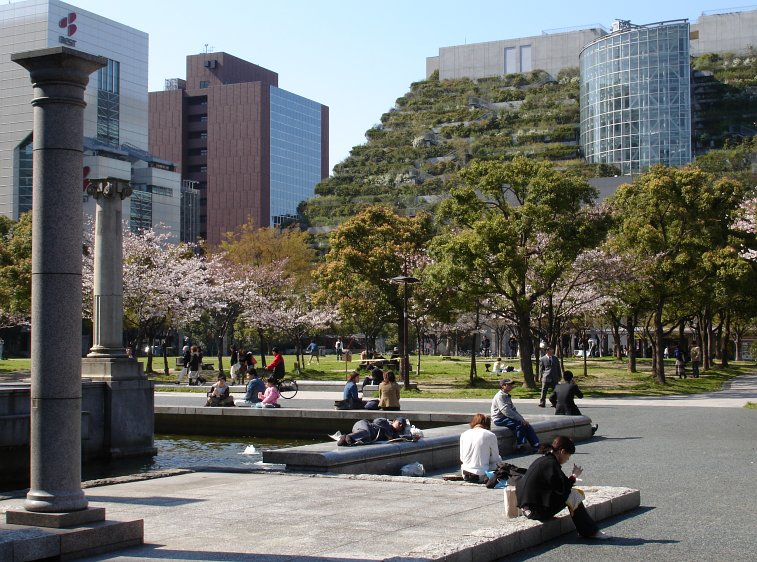
天神中央公園

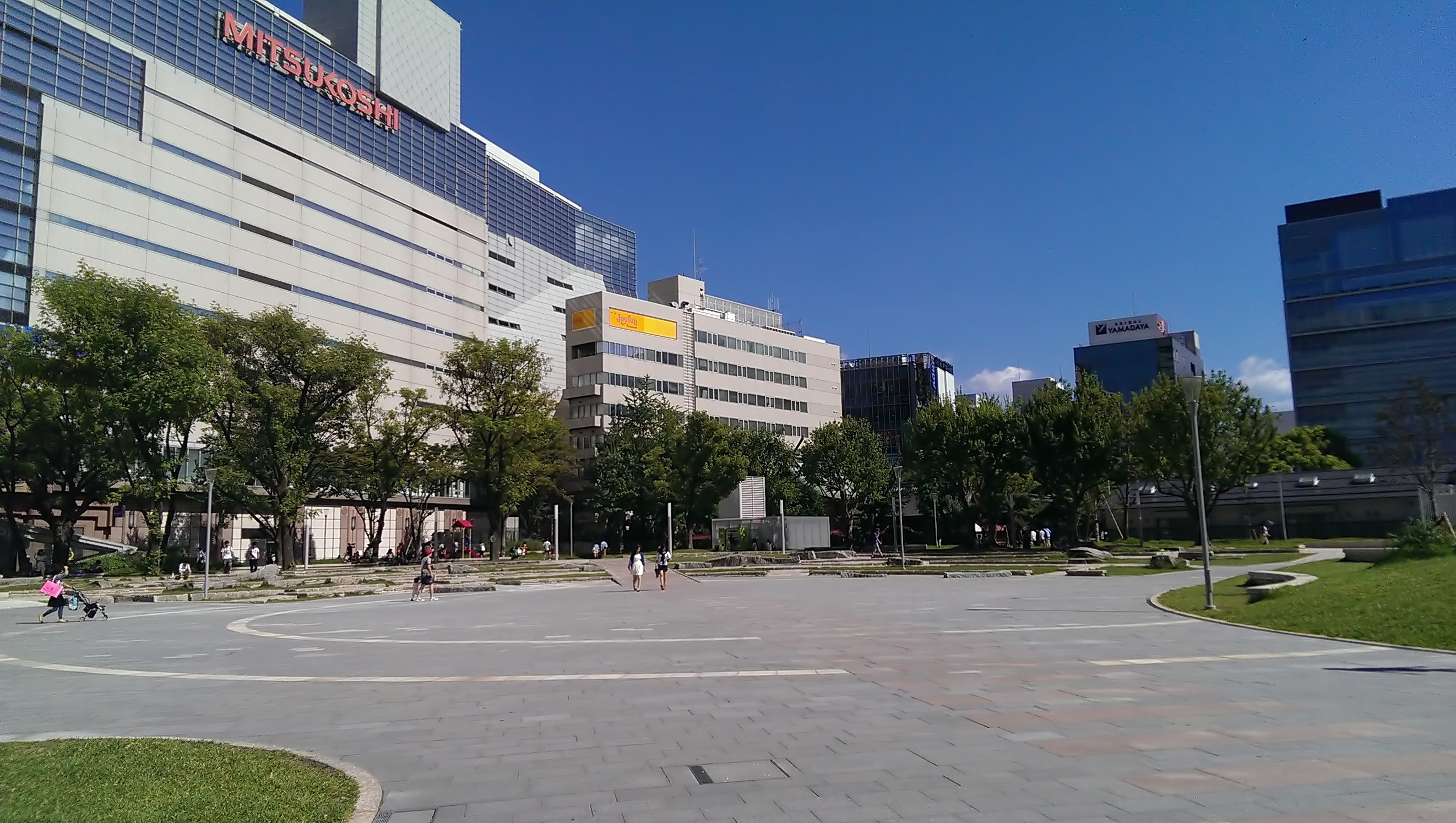
警固公園

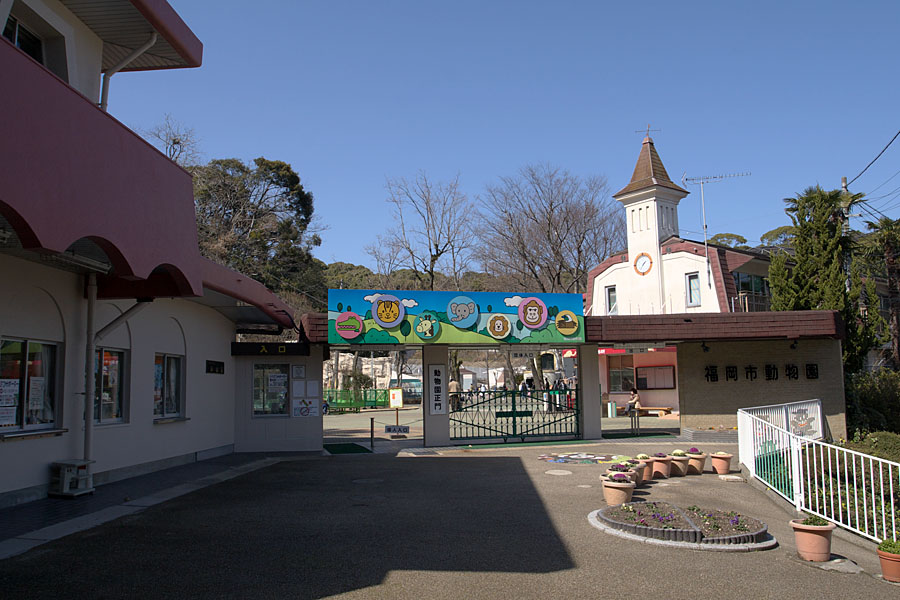
福岡市動植物園

- 福岡ドーム（福岡ソフトバンクホークス本拠地）
- 福岡市動植物園
- 福岡県立美術館
- 福岡競艇場
- 天神中央公園
- 警固公園
- 松風園

## 出身有名人
- 尾崎惣左衛門
- 月形洗蔵
- 團琢磨 - 三井合名会社理事長
- 夢野久作 - 小説家、詩人
- 野中到 - 気象学者
- 中野正剛 - ジャーナリスト、政治家
- 藤井徳夫 - イフジ産業創業者・元社長
- 葛西泰二郎 - 機械工学者、ラグビー日本代表監督
- 広田弘毅 - 政治家
- 明石元二郎 - 軍人
- 長谷川町子 - 漫画家
- 南将之 - バレーボール元選手・指導者
- 井上公造 - 元芸能レポーター
- 琴の龍功師 - 大相撲力士
- 酒井法子 - 歌手
- 甲斐よしひろ - ミュージシャン
- 橘慶太 - ミュージシャン
- KAN - ミュージシャン
- 進藤英太郎 - 俳優
- 山本美月 - ファッションモデル、俳優、タレント
- 西内まりや - ファッションモデル、俳優、タレント、歌手（シンガーソングライター）
- 西内ひろ - ファッションモデル、タレント
- 生野陽子 - フジテレビアナウンサー
- 林葉直子 - 棋士
- 中田功 - 棋士
- 佐藤天彦 - 棋士
- 斉藤ふみ - ローカルタレント、ラジオパーソナリティ
- 姫野達也 - ミュージシャン
- 中村勝弥 - ファッションデザイナー
- 米倉斉加年 - 俳優